# Friedhof Oberlaa

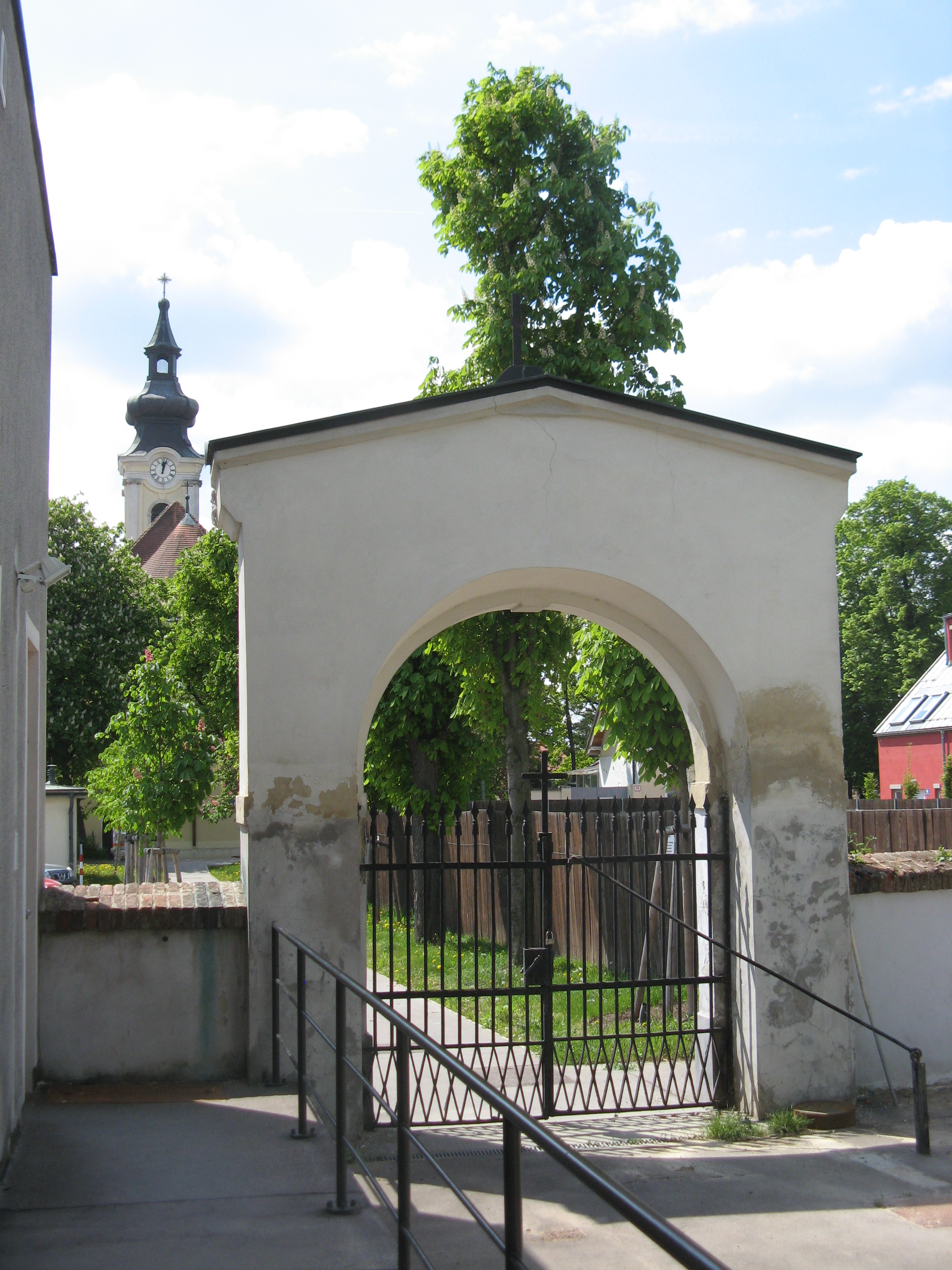
Friedhofstor und Pfarrkirche Oberlaa

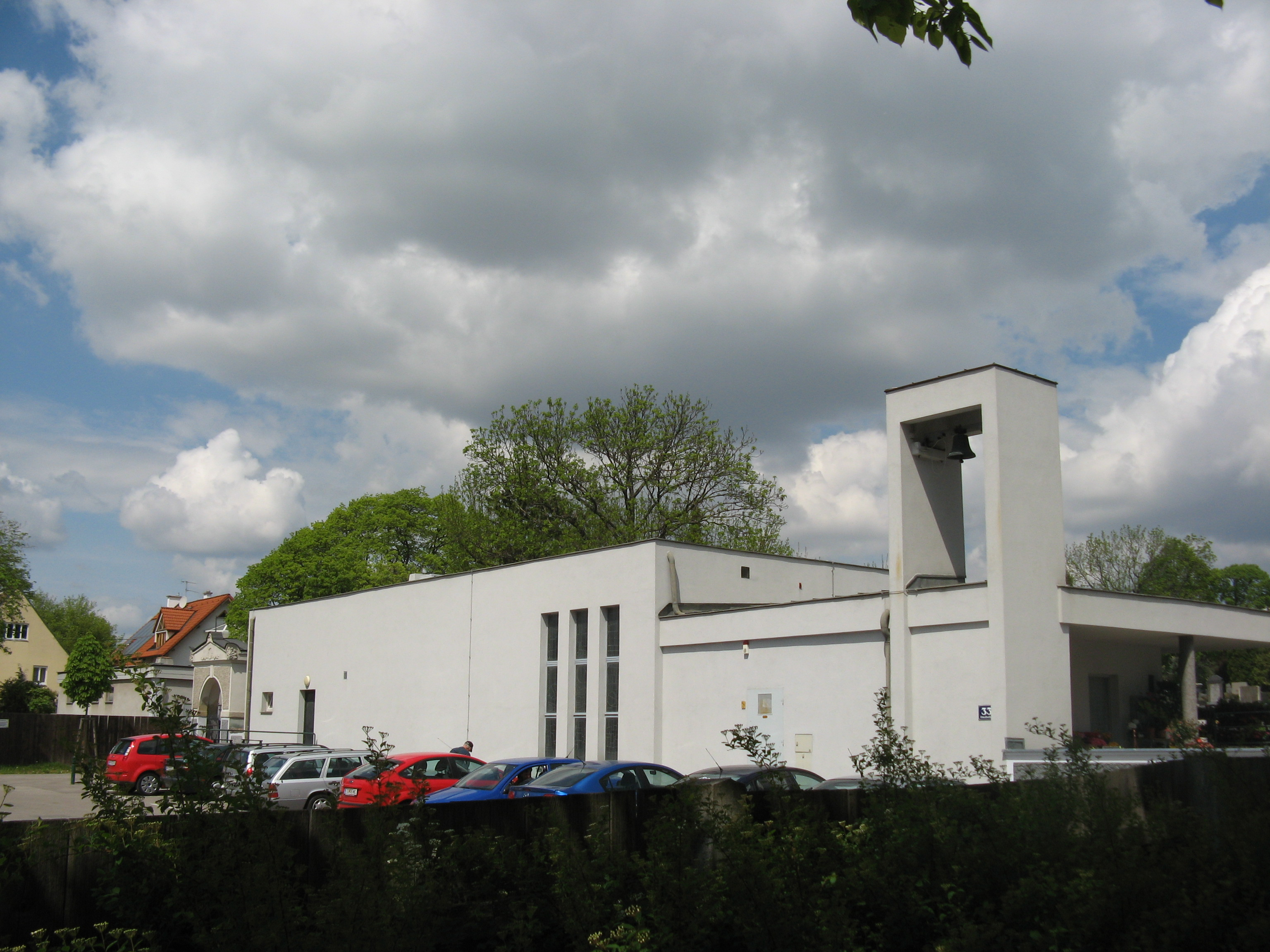
Aufbahrungshalle am Oberlaaer Friedhof

Der Friedhof Oberlaa ist ein Friedhof im 10. Wiener Gemeindebezirk Favoriten.

## Lage und Größe
Der Friedhof Oberlaa liegt im Süden von Favoriten im Bezirksteil Oberlaa. Er wird von der Friedhofstraße (früher „Hintere Zeile“ genannt) im Süden, der Segnerstraße im Osten, der Bahnlände im Norden und von einer Häuserzeile an der Kästenbaumgasse im Westen begrenzt (Adresse: Friedhofstraße 33). Der Friedhof umfasst eine Fläche von 33.737 m² und beinhaltet 4.679 Grabstellen.

## Geschichte
Ein Friedhof in Oberlaa bestand bereits im Jahr 1267. Aus diesem Jahr ist ein Stiftsbrief erhalten, in dem eine Kirche zu Laa genannt wurde, die als Vikariat mit pfarrlichen Rechten ausgestattet war und daher auch einen eigenen Friedhof unterhielt. Der Friedhof war ursprünglich um die Kirche angelegt worden und erstreckte sich „zwei Klafter weit in die alda breite Dorfstraße“ und war „von da bis zum Schulhauseck mit einer Mauer eingeschlossen“. Der alte Friedhofsteil um den vorderen Teil der Kirche musste 1787 auf Grund einer Anweisung von Kaiser Joseph II. geschlossen werden, die alle Friedhöfe innerhalb von Ortschaften betraf. Um auf dem Friedhof genug geeignete Flächen zu haben, wurde der Friedhof in der Folge zur Friedhofstraße erweitert. 1831 wurde ein neuer Friedhof hinter dem alten angelegt, 1832 folgte die Auflassung des geschlossenen Friedhofteils. Der neue Friedhof wurde am 7. September 1833 durch Dechant Johann Rohrbeck geweiht. Noch im selben Jahr wurden Erweiterungsflächen für den Friedhof angekauft. 1851 erfolgte die Erweiterung. Das Angebot zur Anlegung eines Zentralfriedhofs für Wien in Ober- und Unterlaa wurde von der Friedhofskommission abschlägig beantwortet, da unter anderem der Leichentransport bis zum geplanten Gelände bei schlechter Witterung zwei bis drei Stunden benötigt hätte. 1885 wurde der Friedhof Oberlaa erneut erweitert, 1889 durch eine neuerliche Erweiterung verdoppelt. 1889 wurde vermutlich auch eine neue Totenkammer mit Sezierraum errichtet.
Der Friedhof wurde von Oberlaa wurde entsprechend der Pfarrzugehörigkeit von den Bewohnern der Gemeinden Oberlaa, Unterlaa und Rothneusiedl genutzt.
1938 kam der Friedhof durch die Eingemeindungen nach Wien. 1940 erfolgte der Umbau der Totenkammer und es wurde und ein Aufbahrungsraum, eine Beisetzkammer und ein Werkzeugraum eingerichtet. Das nun Leichenhalle genannte Bauwerk wurde 1950/51 renoviert. In der 1956 vergrößerten Aufbahrungshalle wurde ein geweihter Altar errichtet, sodass in der Folge die Einsegnung der Toten in der Pfarrkirche entfiel. 1961 machten Sanierungsarbeiten die Rückgewinnung und Neuvergabe von heimgefallenen Grabstellen möglich. 1962 wurde zudem der Friedhof auf 12.437 m² erweitert. 1979 wurden neue Gräbergruppen angelegt.
Im August 1965 wurde die alte Aufbahrungshalle abgetragen und mit dem Neubau einer neuen Halle durch Architekt Baurat Josef Strelec begonnen. Die Gestaltung des Innenraums übernahm der Architekt Erich Boltenstern. Teile des Innerraums wie das dreiteilige Bleiglasfenster, das Altarmosaik und das Altarkreuz wurden vom Maler Hermann Bauch ausgeführt. Die Halle wurde 1967 eröffnet und 1989 renoviert.

## Grabstätten bedeutender Persönlichkeiten

### Ehrenhalber gewidmete Gräber
Der Friedhof Oberlaa weist ein ehrenhalber gewidmetes Grab auf.
| Name            | Lebensdaten | Tätigkeit                     |
| --------------- | ----------- | ----------------------------- |
| Johann Kornfeld | 1877–1925   | Vizebürgermeister von Oberlaa |

### Gräber weiterer Persönlichkeiten
Weitere bedeutende Persönlichkeiten, die am Friedhof Oberlaa begraben sind:
| Name              | Lebensdaten | Tätigkeit                      |
| ----------------- | ----------- | ------------------------------ |
| Bruno Engelmeier  | 1927–1991   | Fußballspieler                 |
| Anton Hofer       | 1927–2009   | Gewerkschafter                 |
| Josef Prentl      | 1890–1949   | Bezirksvorsteher von Unterlaa  |
| Robert Politzer   | 1939–2010   | Jazzmusiker                    |
| Peter Rauhofer    | 1965–2013   | Musikproduzent und DJ          |
| Ernst Reitermaier | 1918–1993   | Fußballspieler                 |
| Karl Wrba         | 1900–1973   | Bezirksvorsteher von Favoriten |
| Karl Zischek      | 1910–1985   | Fußballspieler                 |